# Ferrari 312T3

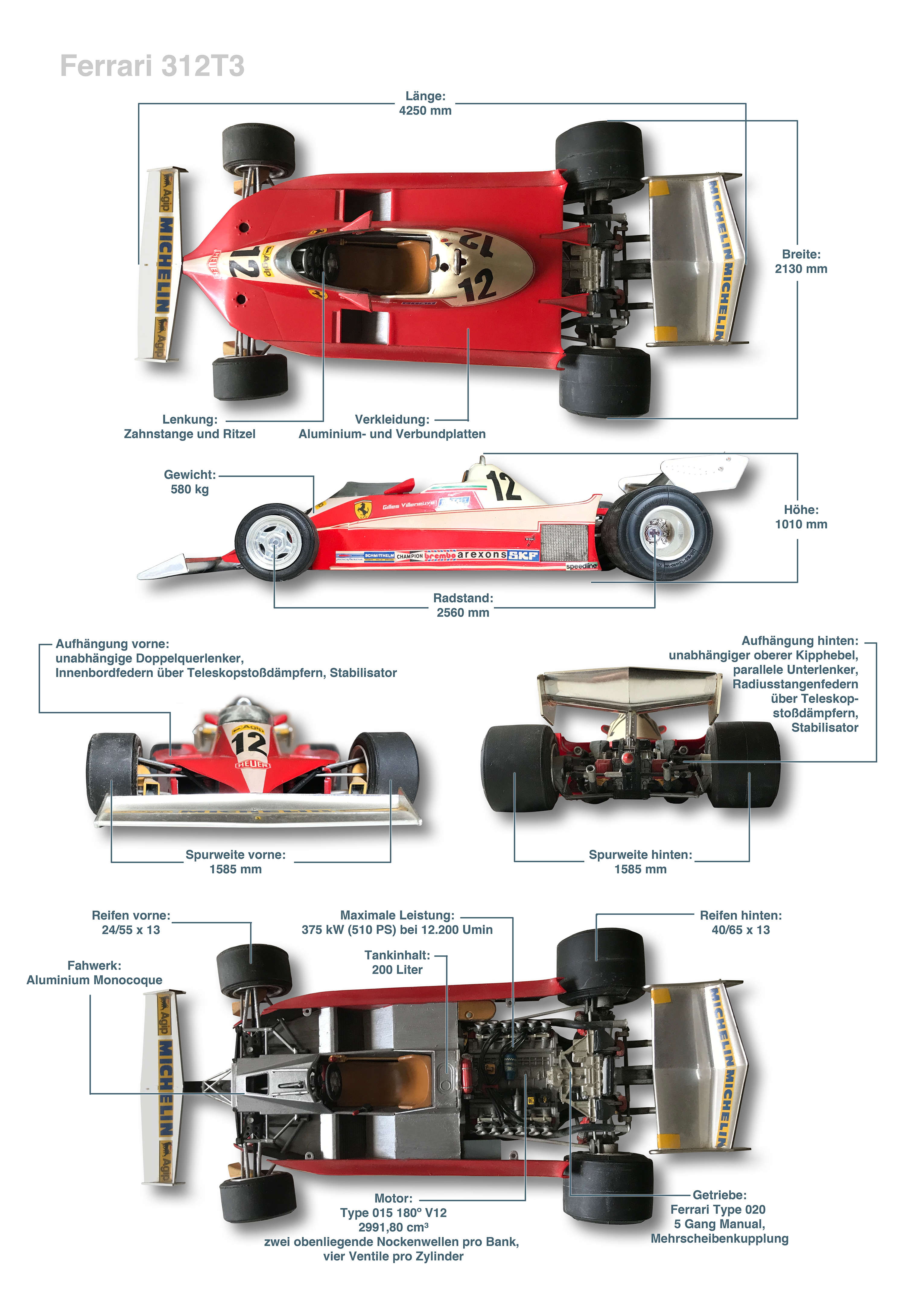
Technische Informationen zum Ferrari 312 T3

Der Ferrari 312T3 war ein Formel-1-Rennwagen, den die Scuderia Ferrari 1978 und 1979 in der Formel-1-Weltmeisterschaft einsetzte.

## Entwicklungsgeschichte
Der Ferrari 312T3 war das Nachfolgemodell des T2, mit dem Carlos Reutemann zu Beginn der Saison 1978 den Großen Preis von Brasilien gewonnen hatte.
Der Rennwagen hatte eine weniger abgerundete Karosserieform als das Vorgängermodell, ein neues Monocoque und eine neue, auf die Michelin-Reifen abgestimmte Vorderradaufhängung. Der Wagen war schnell, aber im Vergleich zu den beiden Werks-Lotus 79 von Mario Andretti und Ronnie Peterson, die die Saison dominierten, zu defektanfällig. Der 312T3 war auch noch kein Ground-Effekt-Rennwagen, wie es der Lotus 78 in perfekter Form bereits war. Ferrari testete die durch Seitenschürzen erreichte Saugwirkung während der Saison immer wieder, jedoch erst zu Beginn des Jahres 1979 kamen die Modifikationen zum Einsatz. Das neue Fahrzeug wurde dann folglich als T4 bezeichnet.

## Renngeschichte
Carlos Reutemann gewann mit dem 312T3 1978 die beiden US-Grand-Prix und den Großen Preis von Großbritannien, der Kanadier Gilles Villeneuve seinen Heim-Grand-Prix. In der Fahrerweltmeisterschaft belegte Reutemann den dritten Gesamtrang und Villeneuve den neunten Rang in der Endwertung. Im Konstrukteurspokal wurde die Scuderia Zweiter hinter Lotus.

## Gebaute Exemplare
Insgesamt wurden 5 Exemplare gebaut:
- 312 T3 / 032. Einsatz in drei Rennen, eines mit Villeneuve und zwei mit Reutemann (Sieg in Long Beach).
- 312 T3 / 033. 5 Rennen mit Reutemann im Jahr 1978, nur einmal siegreich von Villeneuve im Race of Champions 1979 eingesetzt.
- 312 T3 / 034. Ab dem Rennen vom Long Beach wurde es von Villeneuves gefahren. Er benutzte es 1978 12 Mal (Sieg in Kanada) und 1979 in Brasilien.
- 312 T3 / 035. 5-mal von Reutemann 1978 (Sieg im US-Grand-Prix) und von Scheckter in den ersten beiden Rennen 1979 eingesetzt.
- 312 T3 / 036. Wurde bei den letzten europäischen Rennen 1978 von Reutemann und 1979 von Villeneuve in Argentinien eingesetzt.

Ein Chassis des 312 T3 wurde 1979 verwendet, um ein innovatives halbautomatisches Getriebe zu testen, das von Mauro Forghieri entworfen wurde. Mit Knöpfen am Lenkrad fuhr der Wagen 100 Runden in verschiedenen Tests mit guten Zeitergebnissen, wurde aber vom kanadischen Fahrer Gilles Villeneuve nicht geschätzt. Infolgedessen wurde die Entwicklung aufgegeben, und erst 1989 debütierte ein halbautomatisches Getriebe im Rennen, auch diesmal in einem Ferrari: dem 640 F1.

## Galerie

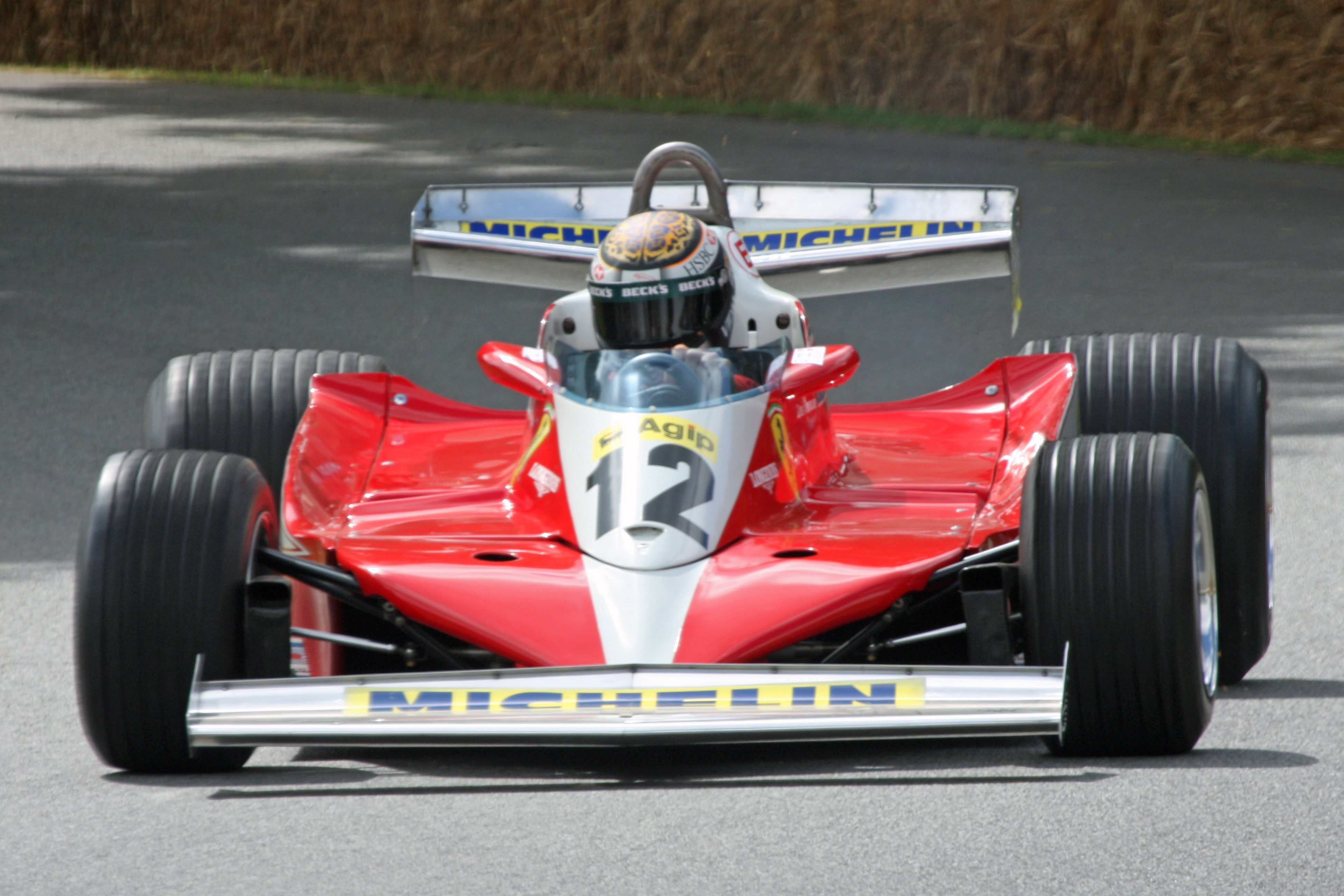
Ex-Villeneuve 312T3 beim Goodwood Festival of Speed 2009
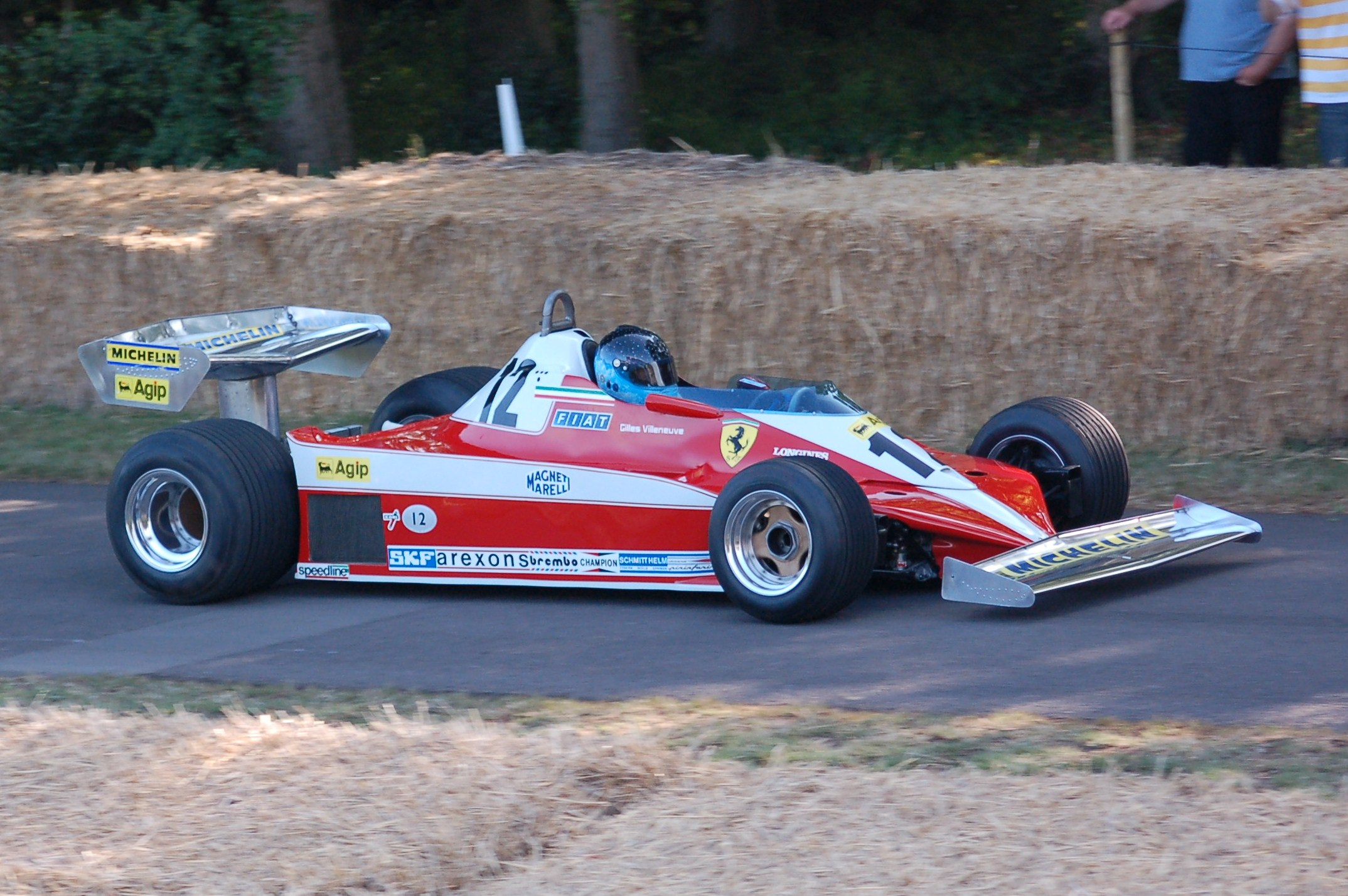
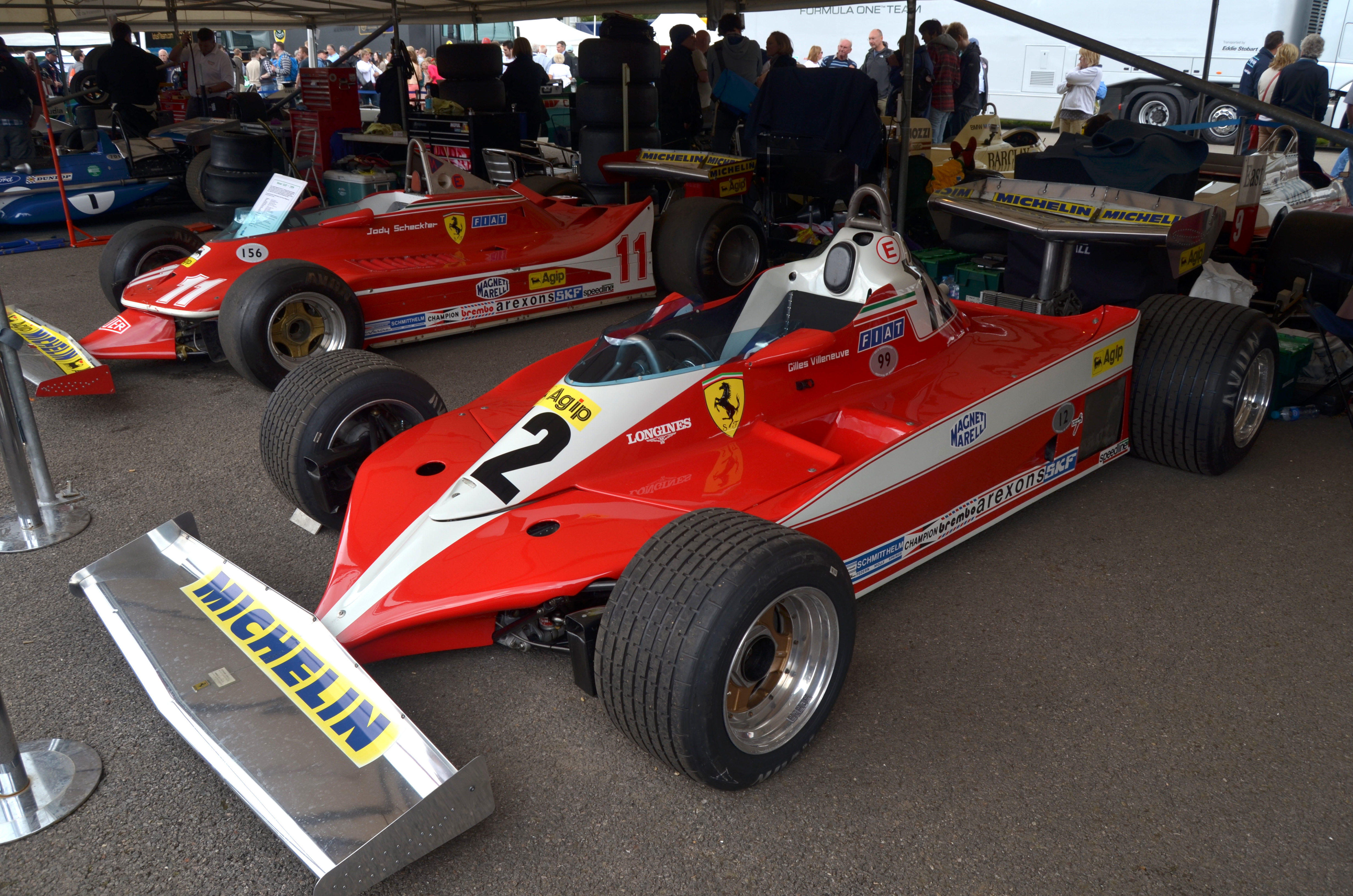
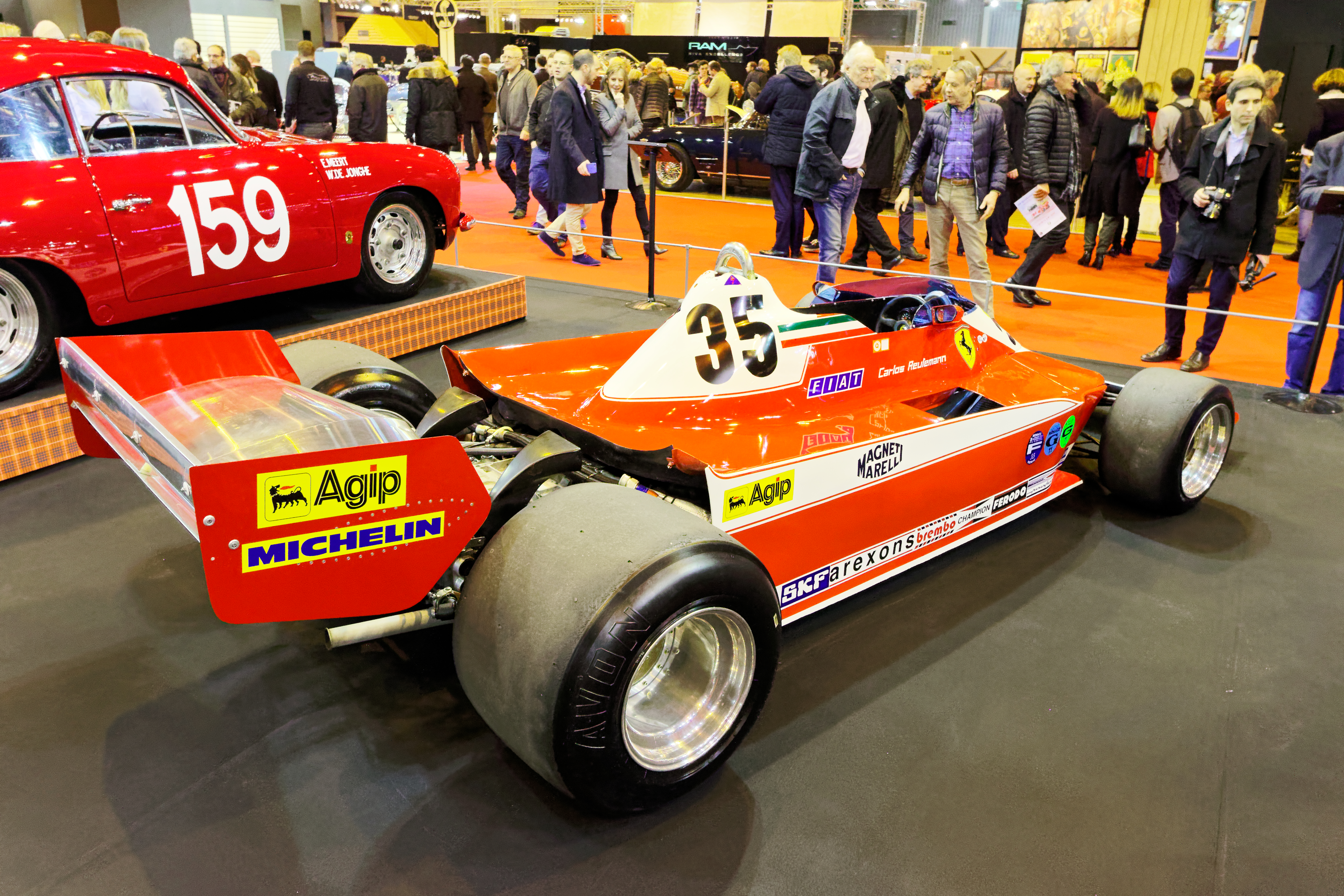
Ex-Reutemann 312T3 (Siegauto beim Großen Preis der USA Ost 1978) auf der Rétromobile Show 2017
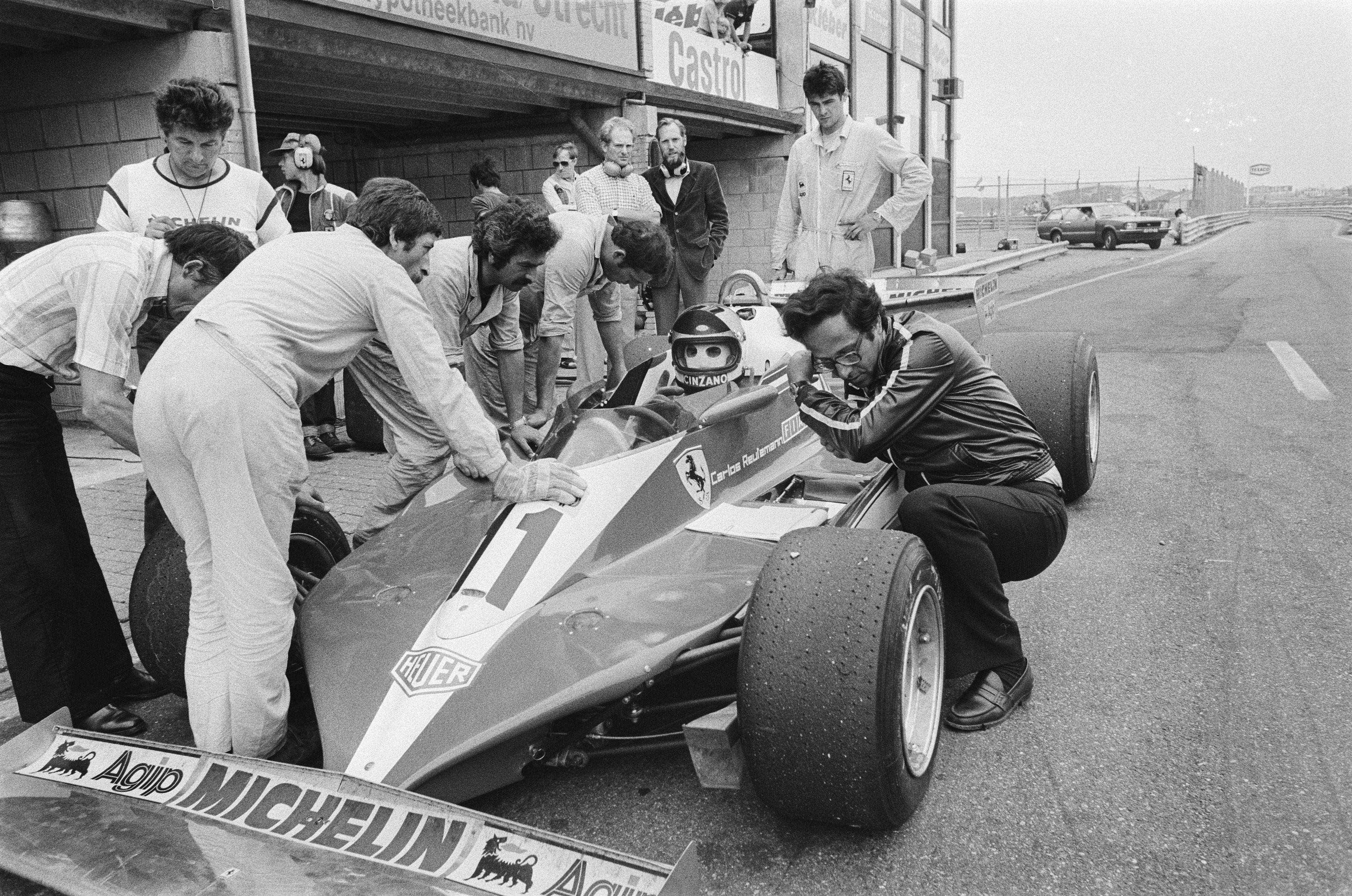
Carlos Reutemann bei Testfahrten in Zandvoort 1978
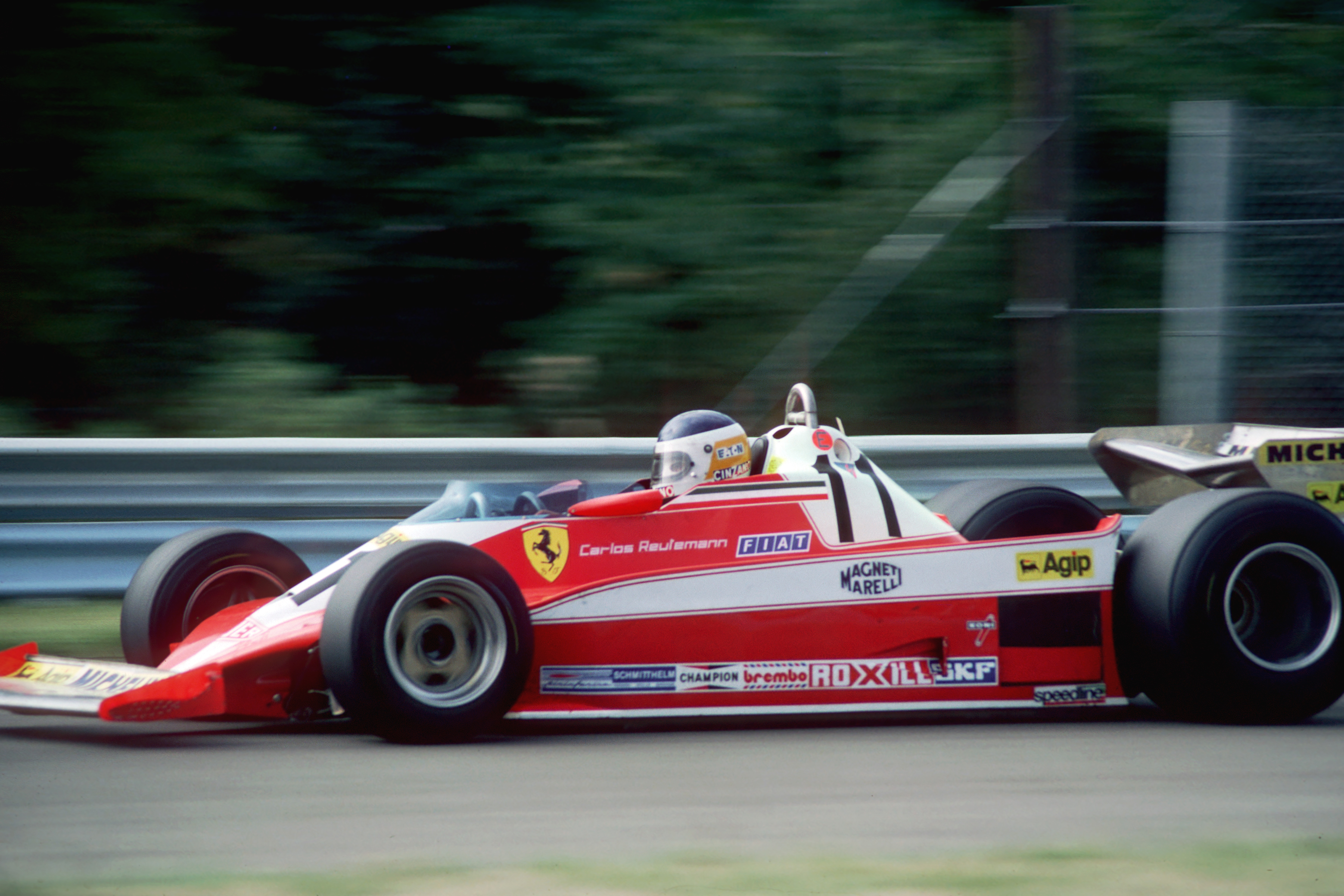
Carlos Reutemann im Ferrari 312T3 bei seiner Siegesfahrt beim Großen Preis der USA Ost 1978 in Watkins Glen